# Robert Cocking

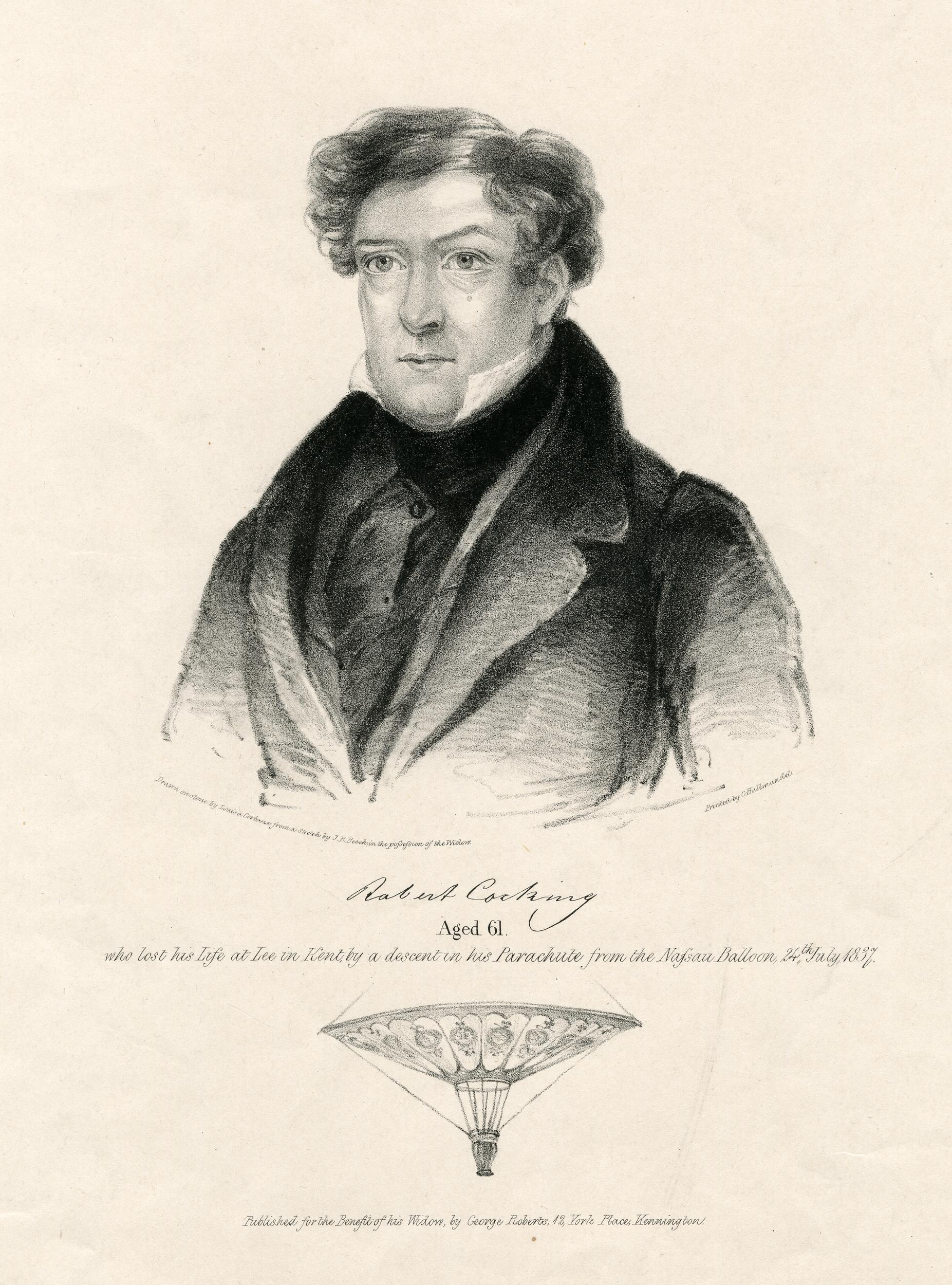
Robert Cocking

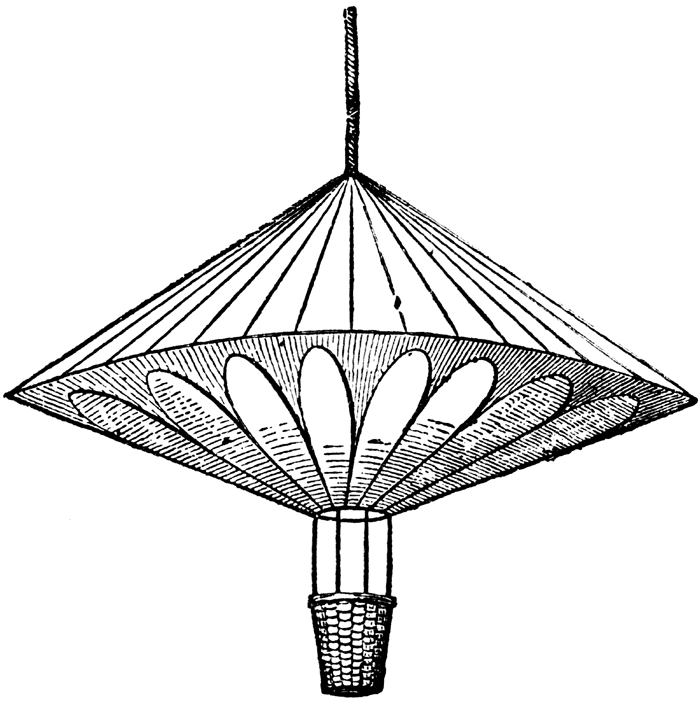
Lo sfortunato design del paracadute di Cocking

Robert Cocking (1776 – Lee, 24 luglio 1837) è stato un pittore e inventore britannico morto nel primo incidente con il paracadute.

## Biografia
Robert Cocking era un acquerellista professionista con un vivo interesse amatoriale per la scienza. Aveva visto André-Jacques Garnerin fare il primo lancio con il paracadute in Inghilterra nel 1802 (il primo lancio moderno con il paracadute era stato effettuato nel 1785 da Jean-Pierre Blanchard) ed era stato ispirato a sviluppare un design migliorato dopo aver letto l'articolo di Sir George Cayley On Aerial Navigation. L'articolo di Cayley, pubblicato nel 1809-1810, discuteva a lungo il salto di Garnerin. Questi aveva usato un paracadute a forma di ombrello che aveva oscillato eccessivamente da un lato all'altro durante la discesa; Cayley teorizzò che un paracadute a forma di cono sarebbe stato più stabile. Cocking trascorse molti anni a sviluppare il suo paracadute migliorato, basato sul design di Cayley, che consisteva in un cono invertito di 32,6 metri di circonferenza collegato da tre cerchi. Cocking si avvicinò a Charles Green ed Edward Spencer, proprietari del pallone Royal Nassau (ex Royal Vauxhall ), per chieder loro di dargli l'opportunità di testare la sua invenzione. Nonostante il fatto che Cocking avesse 61 anni, non fosse uno scienziato professionista e non avesse esperienza di paracadutismo, i proprietari del pallone concordarono e pubblicizzarono l'evento come l'attrazione principale di un Grand Day Fete a Vauxhall Gardens.
Il 24 luglio 1837, il paracadute di Cocking fu allegramente decorato dall'artista dei giardini EW Cocks.  Alle 19:35, Cocking salì appeso sotto il pallone, che era pilotato da Green e Spencer. L'attrezzo era in una cesta che pendeva sotto il paracadute che a sua volta pendeva sotto la cesta del pallone. Cocking aveva sperato di raggiungere 2440 metri, ma il peso del pallone accoppiato a quello del paracadute e dei tre uomini rallentò la salita; a 1500 metri e con il pallone quasi sopra Greenwich, Green informò Cocking che non sarebbe stato in grado di salire più in alto se il tentativo fosse stato effettuato alla luce del giorno. Di fronte a queste informazioni, Cocking sganciò il paracadute.

## Incidente
Una grande folla si era radunata per assistere all'evento, ma fu subito evidente che Cocking era nei guai. Aveva trascurato di includere il peso del paracadute stesso nei suoi calcoli e di conseguenza la discesa era stata troppo rapida. Sebbene rapida, la discesa continuò uniformemente per alcuni secondi, ma poi l'intero apparato si capovolse e precipitò verso il basso con velocità crescente. Il paracadute si ruppe prima di toccare il suolo e a circa 60-90 metri da terra il cesto si staccò. Cocking rimase ucciso all'istante nello schianto e il suo corpo venne trovato in un campo a Lee. La colpa per il fallimento del paracadute fu inizialmente attribuita a Cayley, ma i test in seguito rivelarono che sebbene Cayley avesse trascurato di menzionare il peso aggiuntivo del paracadute nel suo articolo, la causa dell'incidente era stata una combinazione del peso del paracadute e la sua costruzione fragile, in particolare le cuciture deboli che collegavano il tessuto ai telai. Il paracadute di Cocking pesava 113 kg molte volte di più dei moderni paracadute. Tuttavia, i test effettuati da John Wise, un aeronauta americano, hanno dimostrato che il progetto di Cocking avrebbe avuto successo se solo fosse stato più grande e meglio costruito. Confrontando i progetti dei paracadute di Garnerin e di Cocking, scoprì che questi ultimi scendevano sempre in modo molto più stabile e uniforme. Il problema dell'oscillazione inerente al paracadute Garnerin venne successivamente risolto con l'introduzione di uno sfiato nella parte superiore del baldacchino.
Dopo la morte di Cocking, il paracadutismo divenne impopolare e fu limitato al carnevale e al circo fino alla fine del XIX secolo, quando sviluppi come l'imbracatura e gli scivoli di fuga lo resero più sicuro.